# املی رورتی
املی اوکسنبرگ رورتی (۲۰ مه ۱۹۳۲ – ۱۸ سپتامبر ۲۰۲۰) فیلسوف آمریکایی بلژیکی الاصل بود که به خاطر کارهایش در فلسفه ذهن (به ویژه در مورد احساسات) و تاریخ فلسفه (به ویژه ارسطو) شناخته شده‌است. او همچنین در خصوص اسپینوزا و دکارت، و فلسفه اخلاق نیز کار کرده‌است.

## حرفه
رورتی مدرک کارشناسی خود را از دانشگاه شیکاگو در سال ۱۹۵۱ دریافت کرد. همچنین در ۱۹۵۴ از از دانشگاه ییل کارشناسی ارشد و در ۱۹۶۱ از همان دانشگاه دکترای تخصصی خود را دریافت کرد. همچنین او یک مدرک کارشناسی ارشد از دانشگاه پرینستون در رشته مردم‌شناسی (حین تحصیل دومین دکترا) اخذ کرده‌است. او کار آکادمیک خود را در کالج ویتون (۱۹۵۷–۱۹۶۱) آغاز کرد، سپس در سال ۱۹۶۲ در راتگرز (کالج لیوینگستون) تدریس را آغاز کرد و تا سال ۱۹۸۸ در آنجا به تدریس پرداخت. در آن زمان به درجه استادی ممتاز دست یافت. او همچنین از سال ۱۹۹۵ تا ۲۰۰۳ استاد تاریخ ایده‌ها (و مدیر گروه آموزشی) در دانشگاه برندیس و از سال ۲۰۰۸ تا ۲۰۱۳ استاد مدعو در دانشگاه بوستون بود. تا تاریخ ۲۰۱۳ او استاد مدعو در دانشگاه تافتس بود. او همچنین مدرس دپارتمان بهداشت جهانی و پزشکی اجتماعی، دانشکده پزشکی هاروارد بود. رورتی در طول دوران حرفه‌ای خود جوایز و بورسیه‌های متعددی را دریافت کرد. از این دست جوایز می‌توان به بورسیه‌های مرکز مطالعات پیشرفته در مطالعات رفتاری (۱۹۶۸–۱۹۶۹)، کالج کینگ، کمبریج (۱۹۷۱–۱۹۷۳)، مؤسسه مطالعات پیشرفته (۱۹۸۰–۱۹۸۱)، جان سیمون گوگنهایم (۱۹۹۰–۱۹۹۱)، مرکز وودرو ویلسون (۱۹۹۴–۱۹۹۵)، و مرکز ملی علوم انسانی (۲۰۰۷–۲۰۰۸) اشاره کرد.

### کار
رورتی در درجه اول روی مشکلات روان‌شناسی اخلاقی و تربیت اخلاقی کار می‌کرد. او به ویژه به بسیاری از کارکردهای متمایز - و اغلب متضاد - اخلاق جامعه به عنوان یک عملگر اجتماعی مؤثر علاقه‌مند بود، زیرا ممنوعیت‌ها را تعیین می‌کند، ایده‌آل‌ها را طرح می‌کند، وظایف را تعریف می‌کند، و فضایل را مشخص می‌کند. او با کاوش در جنبه تاریک برخی از فضایل - برای مثال، شجاعت به جای جسارت، صداقت به جای خودشیفتگی اخلاقی، عشق دوسوگرا - مزایای مقاومت در برابر تعهدات اخلاقی، از جمله مزایای خودفریبی و وسوسه‌های ضعف اخلاقی را تجزیه و تحلیل کرد. او به بسیاری از این مسائل از نظر تاریخی (از طریق ارسطو، اسپینوزا، هیوم و فروید) و انسان‌شناسی (با طرح مطالعه در مورد تبعیدیان، مهاجران و پناهندگانی که مجبور به جذب مجموعه جدیدی از ارزش‌های «اخلاقی» هستند) نزدیک شد. پروژه آخر او یک کتاب ناتمام با عنوان موقت از سوی دیگر: اخلاق دوسوگرایی بود.
رورتی نویسنده بیش از ۱۲۰ مقاله علمی است. او بیش از دوازده کتاب علمی از مقالات اصلی نوشت یا ویرایش کرد. یک تک نگاری، ذهن در عمل: مقالاتی در فلسفه ذهن، توسط انتشارات بیکن در سال ۱۹۸۸ (نسخه شومیز ۱۹۹۱) منتشر شد. او همچنین احساسات (انتشارات کالیفرنیا، ۱۹۸۰) و مقالاتی در مورد اخلاق ارسطو (۱۹۸۰، انتشارات کالیفرنیا)، و به همراه مارتا نوسبام ، مقاله‌هایی در مورد دی آنیما ارسطو (آکسفورد، ۱۹۹۲) را ویرایش کرد. او به عنوان ویراستار عمومی مطالعات مدرن در فلسفه (Doubleday-Anchor) و متفکران اصلی (انتشارات دانشگاه کالیفرنیا) فعالیت کرد. دیگر کتاب‌های برجسته‌ای که او ویرایش کرد عبارتند از: چهره‌های بسیار شیطان (راتلج، ۲۰۰۱)، هویت افراد (۱۹۷۶، انتشارات کالیفرنیا) و بسیاری از چهره‌های فلسفه (آکسفورد، ۲۰۰۰).

## زندگی شخصی
آملی اوکسنبرگ، دختر دو یهودی لهستانی کلارا و اسرائیل اوکسنبرگ، در بلژیک به دنیا آمد و به همراه والدینش به ویرجینیا مهاجرت کرد. او در یک مزرعه بزرگ شد. او در سنین جوانی در دانشگاه شیکاگو ثبت نام کرد و برای ادامه تحصیل در مقطع دکترا در دانشگاه ییل رفت و در آنجا با ریچارد رورتی، دانشجوی فارغ‌التحصیل و فیلسوف ازدواج کرد. آنها یک پسر به نام جی داشتند و در سال ۱۹۷۲ طلاق گرفتند. او دربارهٔ زندگی شخصی خود در «وابستگی، فردیت و کار» و در «سفرنامه فلسفی»، سخنرانی دیویی، انجمن فلسفی آمریکا، مجموعه مقالات و آدرس‌ها، جلد. ۸۸، ۲۰۱۴ نوشته‌است.

## جوایز و کمک هزینه‌های تحصیلی
- ۱۹۷۱–۱۹۷۳، همکار، کینگز کالج، کمبریج
- ۱۹۸۴–۱۹۸۵، دانشیار پژوهشی افتخاری، گروه فلسفه، دانشگاه هاروارد
- ۱۹۸۰–۱۹۸۱، عضو مؤسسه مطالعات پیشرفته
- ۱۹۹۰–۱۹۹۱، همکار جان سیمون گوگنهایم
- ۱۹۹۴–۱۹۹۵، همکار مرکز وودرو ویلسون
- ۲۰۰۱–۲۰۰۲، فیلسوف زن برجسته سال، انجمن زنان در فلسفه
- ۲۰۰۷–۲۰۰۸، همکار، مرکز ملی علوم انسانی